# Affaire Manuel Da Cruz
 (novembre 2019).
 (novembre 2019).
Si vous êtes l’auteur de ce texte, vous êtes invité à donner votre avis ici. À moins qu’il soit démontré que l’auteur de la page autorise la reproduction et que ce contenu soit compatible avec les principes fondateurs de Wikipédia, cette page sera supprimée ou purgée au bout d’une semaine maximum. En attendant le retrait de cet avertissement, veuillez ne pas réutiliser ce texte.
L’affaire Manuel Da Cruz est une affaire criminelle française dans laquelle Manuel Da Cruz, a violé Morgane Vallée, 13 ans, le 1er octobre 2000 à Échilleuses dans le Loiret. 
Le 28 septembre 2009, à Milly-la-Forêt il enlève, viole et étrangle Marie-Christine Hodeau, 42 ans, assistante maternelle.

## Biographies

### Marie-Christine Hodeau
Marie Christine Hodeau est née dans une famille de trois enfants. Elle vivait avec ses frères, André et Jeannie à Milly-la-Forêt. À la mort de son père (suicide), Marie-Christine est restée vivre avec sa mère tandis que ses frères s'installent ailleurs. Presque tous les matins, après avoir conduit ses enfants à l'école, elle avait l'habitude de faire du jogging près de Fontainebleau.

#### Profil
Ses proches brossent d'elle le portrait d'une femme généreuse, attentionnée avec sa mère, qui aimait aider mais tout de même assez réservée qui parlait peu de sa vie sentimentale. Marie-Christine travaillait en tant que bénévole pour l'association Chrorédanse et Loisirs afin d'aider des enfants à préparer des spectacles et galas dans des maisons de retraite ou encore dans les fêtes de village.

### Manuel Da Cruz

#### Enfance
Manuel Da Cruz (Manuel Ribeiro Alves Da Cruz) a vécu une enfance difficile. Né au Portugal, ses parents ont émigré en France sans lui lorsqu'il n'était qu'un bébé. À son arrivée en France à l'âge de 7 ans, il est atteint de la tuberculose et devient le souffre-douleur de son père. Il subit de la part de celui-ci des coups de poing, coups de pied, brûlures avec du feu et de l'huile. À son procès, la Cour d'assises d'Évry brosse un portrait peu flatteur du père de famille. Celui-ci est alcoolique (prenant du vin dès le petit-déjeuner), autoritaire (en interdisant la télé aux enfants ainsi que le téléphone) et ayant une forte emprise et contrôle sur la vie de son fils.
À l'âge de 17 ans, le jour de Noël, le père de famille donne une gifle à Manuel Da Cruz qui s'enfuit et qui vit un an seul dans la rue. Il vole dans les magasins pour pouvoir se nourrir et se lave dans les toilettes de supermarché.

#### Antécédents
Manuel Da Cruz a été condamné une première fois en 2000 pour le viol de Morgane Vallée, âgée de 13 ans à l'époque. Il a été incarcéré puis est sorti de prison en 2007 sous libération conditionnelle en respectant un suivi socio-judiciaire imposé par le juge.
Morgane Vallée était âgée de 24 ans lors du procès de Manuel Da Cruz pour l'assassinat de Marie-Christine Hodeau, et a témoigné à ce procès. Elle a également publié un livre par la suite intitulé J'ai toujours dit qu'il recommencerait, publié chez Oh ! Éditions, pour témoigner de son histoire.

#### Profil
Lors de son procès, Manuel Da Cruz est décrit comme étant un homme violent, volage et alcoolique.

## Les faits, l'enquête

### Faits du crime
Le 28 septembre 2009, Manuel Da Cruz a enlevé, violé et assassiné par étranglement Marie-Christine Hodeau, à Oncy-sur-École. D'après les informations de la police, ce jour-là, à 9 h 10 du matin Marie-Christine Hodeau, a appelé un centre opérationnel de gendarmerie depuis le coffre de la voiture de Manuel da Cruz. La victime fait une description de son ravisseur, et elle donne aux gendarmes le numéro de la plaque d'immatriculation de la voiture, ce qui permettra aux agents d'identifier le coupable avant d'être brutalement coupés.

#### Éléments à charge
Au moment du procès, des examens plus poussés ont été réalisés pour attester qu'il y a eu agression sexuelle, et donc viol sur Marie-Christine Hodeau. De multiples blessures ont été retrouvées sur le corps de la victime, à commencer par une plaie sur la tempe droite ayant été faite sur la victime avec, d'après l'hypothèse des enquêteurs, un objet tranchant. Ensuite, des traces sur les avant-bras de la victime, fréquents à cause d'une lutte.

#### Témoignage de Manuel Da Cruz
Manuel Da Cuz raconte aux enquêteurs qu'il aurait d'abord enlevé Marie-Christine Hodeau, puis l'aurait attachée à un arbre à l'aide de fil électrique. Après s'être éloigné, il serait revenu pour la forcer à monter à nouveau dans la voiture, avant de l'étrangler. Un récit peu convaincant pour le procureur.
Le suspect n'a cependant donné aucune d'explication quant aux motifs de son acte. Même son avocat commis d'office, Me Laurent Caruso, n'a trouvé aucun motif à ses actions. Celui-ci a précisé qu'effectivement, rien n'était rationnel dans le déroulement de ces événements.

## Traitement de l'affaire

### Juridique: Condamnation
Manuel Da Cruz a été reconnu coupable pour le viol et l'assassinat de Marie-Christine Hodeau et a été condamné en 2011 à la réclusion criminelle à perpétuité, assortie d'une période de sûreté de 22 ans. Il n'a pas fait appel de ce jugement.

### Politique: Débat sur la question de larécidive
L'affaire Manuel da Cruz a pris une ampleur aussi bien médiatique que politique. En effet, à la suite d'un viol commis en 2000 sur une voisine de 13 ans et donc une condamnation, la question au sujet de la récidive a été relancé.
Pour Brice Hortefeux, ministre de l'Intérieur à l'époque des faits, il s'agissait là d'une faute commise par le juge d'application des peines, celui qui a pris la décision de libération conditionnelle. La ministre de la Justice Michèle Alliot-Marie l'a contredit en rappelant qu'il avait purgé l'intégralité de sa peine.

### Articles de presse
- « Joggeuse tuée : l'effrayant portrait de l'accusé » Article de Flore Galaud publié le 2 novembre 2011 dans Le Figaro.
- « Manuel da Cruz. Le procès de la récidive » Article publié le 2 novembre 2011 dans Paris Match.
- « Manuel Da Cruz est intelligent dans ses méfaits » Article de Patricia Jolly publié le 4 novembre 2011 dans Le Monde.
- « Joggeuse tuée : Manuel da Cruz, éternel menteur » Article de Flore Galaud publié le 7 novembre 2011 dans Le Figaro.
- « Manuel da Cruz condamné à la perpétuité » Article de Flore Galaud publié le 8 novembre 2011 dans Le Figaro.

### Documentaires télévisés
- « Jogging mortel » le 4 janvier 2012 dans Suspect no 1 sur TMC.
- « Le calvaire de la joggeuse » (deuxième reportage) dans «... en Ile-de-France » le 18 février 2013 dans Crimes sur NRJ 12.
- « Affaire Hodeau : un jogging mortel » (premier reportage) le 23 novembre 2013 dans Chroniques criminelles sur NT1.